# Fleet (Dorset)
Fleet es una aldea y parroquia del sur de Dorset, Inglaterra, ubicada 2 millas al oeste de Weymouth. El pueblo debe su nombre a la laguna Fleet, emplazada detrás de Chesil Beach. La novela sobre contrabando Moonfleet, de John Meade Falkner, se centra en este lugar. El 24 de noviembre de 1824, fuertes vientos y una gran tormenta causaron que las olas irrumpieran a través de Chesil Beach, causando que muchos edificios de Fleet fueran destruidos. Moonfleet Manor se encuentra en este poblado.